# Sahil (Azerbaïdjan)
Pour les articles homonymes, voir Sahil.
Sahil est une ville d’Azerbaïdjan de plus de 20 000 habitants.